# 亨特冰川
亨特冰川（英語：Hunt Glacier），是南極洲的冰川，位於維多利亞地的斯科特海岸，由英國探險隊繪入地圖，最終在德賴坎特角以北注入格蘭納特港，現時由南極條約體系管理。